# ویرژیل راسموس میلر
کلنل ویرژیل راسموس میلر (انگلیسی: Virgil Rasmuss Miller؛ ۱۱ نوامبر ۱۹۰۰ – ۵ اوت ۱۹۶۸) افسر نیروی زمینی ایالات متحده آمریکا بود.